# Кукушка (Пермский край)
Кукушка — деревня в Кочёвском районе Пермского края. Входит в состав Кочёвского сельского поселения. Располагается юго-восточнее районного центра, села Кочёво. Расстояние до районного центра составляет 10 км. По данным Всероссийской переписи населения 2010 года, в деревне проживало 195 человек (106 мужчин и 89 женщин).

## История
По данным на 1 июля 1963 года, в деревне проживало 225 человек. Населённый пункт входил в состав Сепольского сельсовета